# Лопатино (Брестська область)
Лопатино (біл. Лапа́ціна) — агромістечко в Пінському районі Брестської області Білорусі. Адміністративний центр Лопатинської сільської ради.

## Історія
На початку XVI ст. Супчицьке подвір’я в селі Влопатині було передано за службу князем Федором Ярославичем боярам Полховським і Колбовичам. Після смерті князя воно було відібрано, втім після звернення вищезгаданих бояр до королеви Бони їм його повернули разом з полями, сінокосами, дубровами, водами і лісами які віддавна до нього належали перетворивши подвір’я на дідичну маєтність. На що в 1526 році в Кракові був виданий привілей:
Оголошуємо цим нашим листом усім, хто його побачить або почує, нині і в майбутньому. До нас звернулися наші вірні бояри Пінського повіту, а саме: Федко та Іван, Бакуш, Степан Польховський і місцевий Сенько Патрикієвич, Федко та Марко Гриневичі, Іван Ленкович, Кузьма Місевич, Сенько Хомич Колбовичі з приводу двору, іменованого Супчицьким у селі Влопатині, який був переданий їм нашим покійним предком князем Федором Ярославичем. Цей двір ми за нашим указом справедливо у них відібрали, як і в інших наших пінських землян. Однак наш староста Пінський, пан Іван Михайлович, повідомив нам, що вищезгадані наші піддані настільки розрослися, що на своїх землях не могли розміститися, а з цієї землі ні нам, ні нашим замкам не було жодної користі. Розібравшись за звітом нашого старости, що ця земля нам жодної користі не приносить, ми, бажаючи зберегти цілісність нашого володіння, щоб воно не зменшувалося, а навпаки, розширювалося, передаємо цю вищезгадану землю їм у власність, із полями й сіножатями, дібровами, водоймами й лісами, пасіками й усім, що здавна належало до цієї землі, і так, як вони користувалися цими землями за життя нашого покійного предка. Вони повинні будуть продовжувати земську службу з одним конем, як це робили за нашого предка, і виїжджати на полювання у випадку потреби. Що стосується бобрових угідь, вони не повинні залучати до цієї нашої справи нікого іншого, окрім своїх людей, і повинні зберігати всі права й звичаї, як і інші наші піддані в цьому краї. Ми передаємо цю землю вищезгаданим нашим підданим Польховським і Колбовичам на вічне й непорушне володіння їм, їхнім жінкам і їхнім дітям, і їхнім майбутнім нащадкам. І на підтвердження цього даємо їм цей лист із нашою печаткою. Написано в Кракові, у рік Різдва Христового 1526, індикт 14.
В 1778 р. село відійшло у власність підстарости і мечника пінського повіту Мацея Бутримовича.
Станом на 1886 р. адміністративно знаходилось в Лемешевицькій волості Пінського повіту Мінської губернії. В селі була православна церква.
В серпні 1916 р. в Лопатині і сусідніх Колбах жив російський поет Олександр Блок в честь чого є пам'ятна таблиця, і присвячена йому бібліотека-музей.
До 19 березня 2004 р. село називалось Лопатин. В 2008 р. отримало статус агромістечка.

## Населення
Станом на 2009 рік в селі проживало 405 жителів.

### Динаміка
- 1886 рік — 290 жителів, 25 дворів (село)[4]
- 1909 рік — 7 жителів, 1 двір (маєток); 422 жителів, 54 двори (село)[4]
- 1999 рік — 441 житель (перепис населення)
- 2009 рік — 405 жителів (перепис населення)[4]

## Культура
В селі діють будинок культури, а також бібліотека-музей О. Блока.